# أرنب البحر الجغرافي
أرنب البحر الجغرافي أو أرنبة البحر الجغرافية، هي نوع من الرخويات البحرية أو أرانب البحر، وهي رخويات بطنيات الأقدام البحرية من عائلة أرانب البحر. يعتبر هذا النوع الوحيد ضمن هذا الجنس، بمعنى آخر هو جنس أصنوفة أحادية الطراز.

## الإنتشار
تم العثور على هذا النوع في المحيطين الهندي والغرب من المحيط الهادئ قبالة غرب أستراليا، والبحر الأبيض المتوسط، والبحر الأحمر.

## الوصف
يختلف أرنب البحر الجغرافي عن أجناس أرانب البحر الأخرى، من خلال موضع مخالب الرأس، التي تقع في الخلف تقريبًا بين الفصوص المجاورة والقدم الجانبية، وهي نواتج لحمية تشبه الأجنحة، إلى نقطة عالية ملحوظة في الجزء العلوي من الحيوان. يتحول لون الجسم إلى الأبيض إلى الأخضر، مع وجود بقع بنية وشبكة معقدة من الخطوط البيضاء (ومن هنا جاء اسم "أرنب البحر الجغرافي"). أقصى طول مسجل هو 170 ملم.

## الموطن
يعيش أرنب البحر الجغرافي في البحيرات والخلجان على الأسطح الرملية. الحد الأدنى للعمق المسجل هو 6 أمتار وأقصى عمق مسجل 7.5 متر.

## الروابط الخارجية
- Syphonota geographica at Sea Slug Forum